# Пероксосульфаты
Пероксосульфаты (персульфаты) — неорганические соединения, соли пероксосерных кислот.

## Номенклатура
- По номенклатуре IUPAC кислоты, содержащие пероксидную группу -O-O- получили название пероксокислоты. Примеры названий:
  - H2SO5 (H2SO3(O2)) — пероксомоносерная кислота
  - H2S2O8 (H2S2O6(O2)) — пероксодисерная кислота

По IUPAC суммирование пероксидного и оксидного атомов кислорода, то есть использование кратких формул H2S2O8, не рекомендуется.
- По систематической номенклатуре названия солей строится по принципу номенклатуры комплексных соединений, например, K2S2O7 — гептаоксодисульфат(VI) калия. Однако, для солей, имеющих традиционные названия, рекомендуется использовать их.

- Традиционные названия содержат приставку пероксо-:
  - NaHSO5 (NaHSO3(O2)) — гидропероксосульфат натрия
  - BaS2O8 (BaS2O6(O2)) — пероксодисульфат бария

## Получение

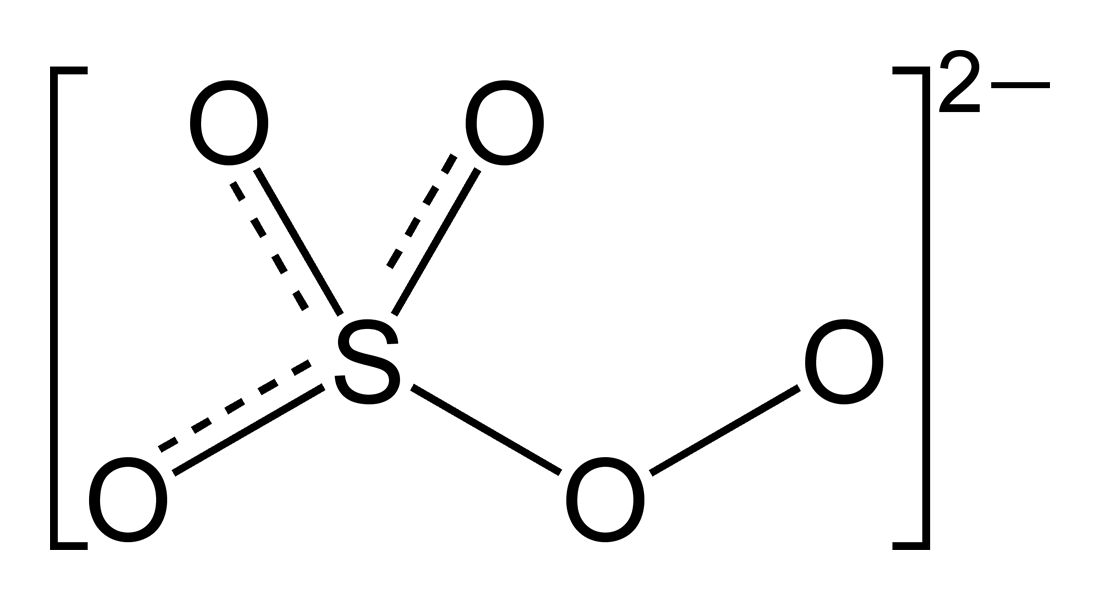
Структура пероксосульфат-иона

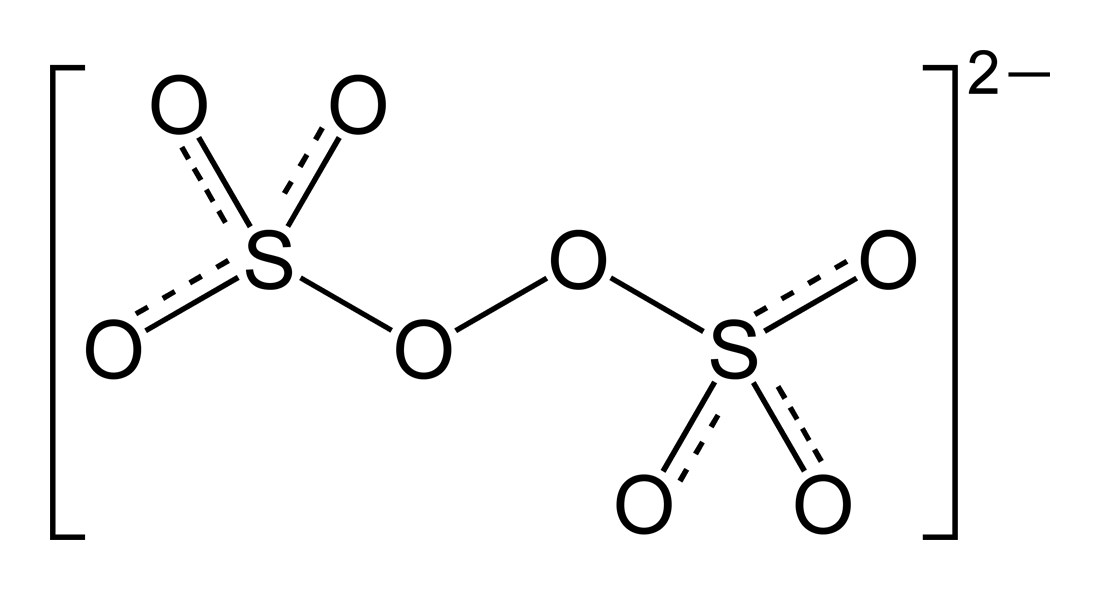
Структура пероксодисульфат-иона

- Пероксодисульфаты получают электролизом кислых сульфатов:

{\displaystyle {\mathsf {KHSO_{4}\ {\xrightarrow {e^{-}}}\ K_{2}S_{2}O_{8}+H_{2}\uparrow }}}
- Пероксосульфаты получают из пероксосерной кислоты (Кислота Каро):

{\displaystyle {\mathsf {H_{2}SO_{5}+NaOH\ {\xrightarrow {}}\ NaHSO_{5}+H_{2}O}}}
так как кислота одноосновная, то она образует только «кислые» соли (но в некоторых литературных источниках упоминаются «средние» соли).

## Химические свойства
- Являются сильными окислителями, например, окисляют ион марганца до перманганата:

{\displaystyle {\mathsf {5K_{2}S_{2}O_{8}+2MnSO_{4}+8H_{2}O\ {\xrightarrow {Ag^{+}}}\ 2KMnO_{4}+8H_{2}SO_{4}+4K_{2}SO_{4}}}}

## Представители
- KHSO5 — гидропероксосульфат калия
- NaHSO5 — гидропероксосульфат натрия
- K2S2O8 — пероксодисульфат калия
- Na2S2O8 — пероксодисульфат натрия
- (NH4)2S2O8 — пероксодисульфат аммония

## Применение
- Отбеливатели
- Дезинфицирующее средство
- Инициаторы полимеризации